# Sắt(II) disulfide
Sắt(II) disulfide là một hợp chất hóa học có công thức FeS2. Nó thường được tìm thấy cùng với các sulfide hoặc oxit khác trong đá biến chất, đá trầm tích và mạch thạch anh. Nó có màu từ xám đen đến đen, đồng thời có ánh kim loại và mùi hăng. Trong tự nhiên, nó tồn tại ở 2 khoáng vật Pirit và Marcasit. Tuy cùng một công thức hoá học, Pirit và Marcasit có tính chất khác nhau, vì nó có cấu trục tinh thể khác nhau.Cả hai loại đá đều khá sáng bóng.

## Một số phản ứng hoá học

### Phản ứng cháy
(Đây là phản ứng điều chế khí lưu huỳnh dioxide trong công nghiệp)
| 4+ 11{\displaystyle {\ce {->}}} 2 Fe2O3 + 8 |
| ------------------------------------------- |

{\displaystyle {\mathsf {4FeS_{2}+11O_{2}\ \xrightarrow {t^{o}} \ 2Fe_{2}O_{3}+8SO_{2}}}}

### Tác dụng với dung dịchacid sulfuricđậm đặc
| 2+ 3{\displaystyle {\ce {->}}} 2 + 3+ 2 |
| --------------------------------------- |

{\displaystyle {\mathsf {2FeS_{2}+3H_{2}SO_{4}{\text{ (đặc)}}\ \xrightarrow {\ } 2FeSO_{4}+3H_{2}S\uparrow \ +2SO_{2}\uparrow \ }}}